# الحركة الصوفية الروحانية الدولية
الحركة الصوفية الروحانية الدولية (SRI) هي تيار من التصوف العالمي الغربي وتستمد إلهامها من تقاليد الصوفية داخل الإسلام التاريخي وخارجه. وضع حجر أساس الحركة عناية خان. حيث أسس الصوفي أحمد مراد تشيستي (صموئيل إل لويس [الإنجليزية])، أحد تلاميذ عناية خان، النظام رسميًا في عام 1970. توجد مراكز في جميع أنحاء الولايات المتحدة وبلجيكا وكندا وهولندا والمملكة المتحدة.

## المعتقدات
وقد حدد عناية ثلاثة أهداف للتصوف العالمي:
1. إقامة وحدة إنسانية دون مراعاة للطائفة أو العقيدة أو العرق أو الأمة أو الدين. الاختلافات تنتج عدم الانسجام وتسبب كل البؤس في العالم.
2. نشر حكمة الصوفية التي كانت إلى الآن كنزًا مخفيًا، كونها ملكًا للبشرية ولا تنتمي إلى عرق أو دين معين.
3. للوصول إلى ذلك الكمال الذي لا يبقى فيه التصوف لغزًا، والذي يخلص الكافر من الجهل والمؤمن من الوقوع ضحية النفاق.

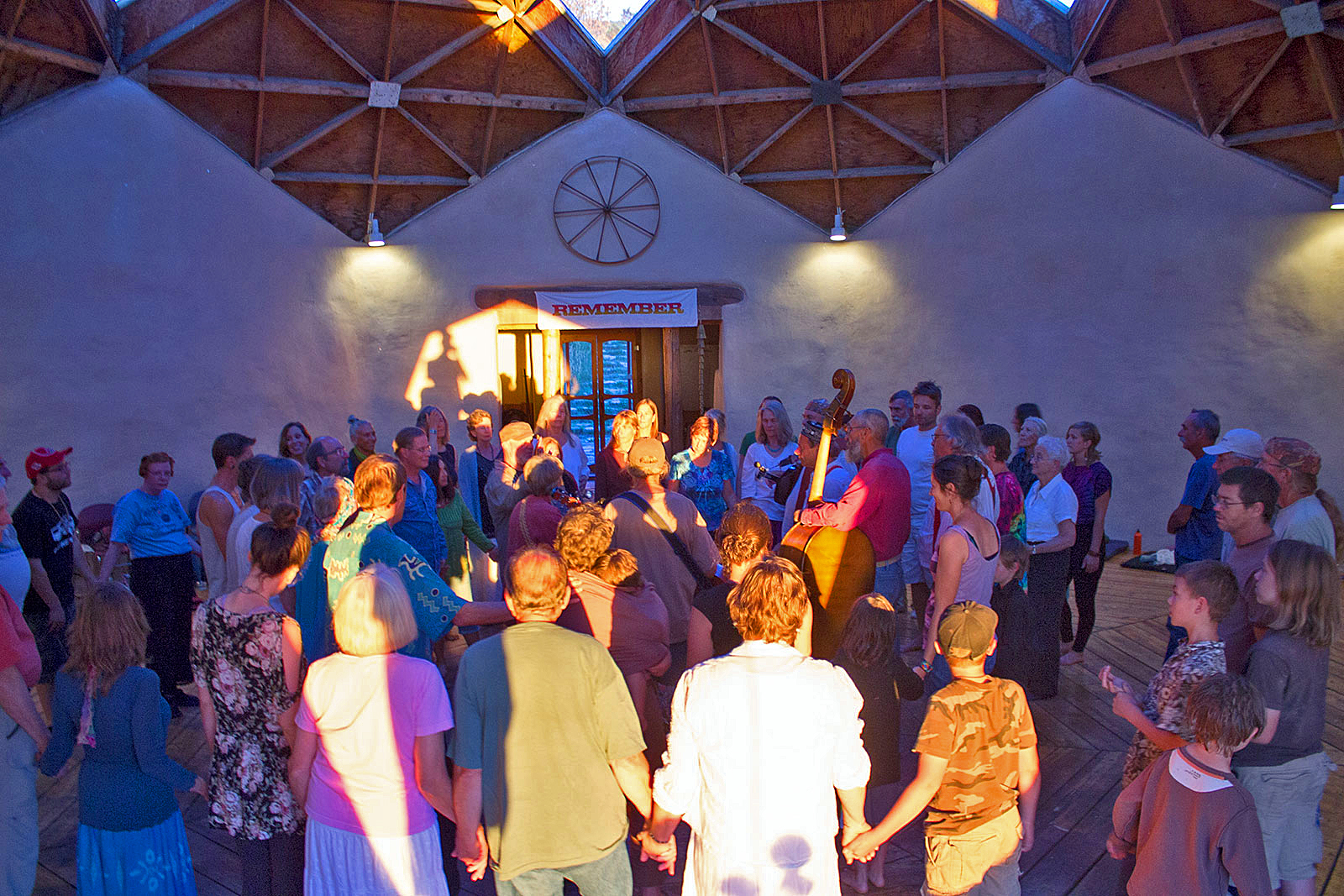
جلسة "رقصات السلام العالمي"، وهي تركيز خاص للطريقة الروحانية الصوفية.

## قيادة

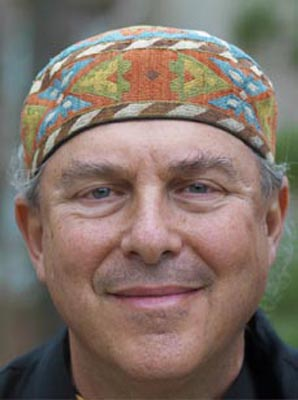
بير شابدا خان

بصفته بيرًا للروحانيات الصوفية الدولية، يدير شابدا جمعية خاص (دائرة قادة الروحانيات)، ويدير مجلس أمناء معهد الحركة، وهو المدير الروحي لرقصات السلام العالمي في جميع أنحاء العالم، فضلًا عن كونه مدير مدرسة جشتي صبري للموسيقى.
| تواريخ النشاط | بير                              |
| ------------- | -------------------------------- |
| 1970–1971     | صموئيل إل. لويس (1896–1971)      |
| 1971–2001     | معين الدين جابلونسكي (1942–2001) |
| 2001 — الحالي | شابدا خان                        |

## قراءة إضافية
- الرؤية الصوفية والمبادرة: لقاءات مع كائنات رائعة ((ردمك 091542410X) )
- الرقص والمشي الروحي: مقدمة لرقصات السلام العالمي وتأملات المشي لصموئيل إل لويس ((ردمك 0915424134) )
- هذا هو العصر الجديد شخصيا نشرته جمعية الصوفية الإسلامية الروحانية (1972). دار أومن للنشر ((ردمك 0912358130) )
- مرشد – مذكرات شخصية عن الحياة مع الصوفي الأمريكي صموئيل لويس بقلم السكرتير الروحي لصموئيل لويس، منصور جونسون ( http://www.mansurjohnson.com/ –(ردمك 0-915424-16-9) )
- Sedgwick، Mark (2016). Western Sufism: From the Abbasids to the New Age. Oxford University Press. ISBN:9780199977659.
- Rawlinson، Andrew (1993). "A History of Western Sufism". Diskus. ج. 1 ع. 1: 45–83. مؤرشف من الأصل في 2024-02-17.

## روابط خارجية
- موقع الصوفية الروحانية الدولية
- موقع بير شابدا خان
- مؤسسة الروح الصوفية
- روحانيات أوروبا
- روحانيات المملكة المتحدة
- روحانيات هولندا
- روحانيات أوروبا
- منظمة إناياتي الدولية
- الحركة الصوفية العالمية
- جهة اتصال صوفي
- شبكة وحيد الدين
- الطريق الصوفي - المسار المفتوح
- مؤسسة نكباخت
- منظمة المولوية الأمريكية
- جمعية العتبة
- مركز الصوفي الذهبي
- الرابطة العالمية للتصوف
- Federation of the Sufi Message

[usurped]